# Макон (округ)
Округ Макон (фр. Arrondissement de Mâcon) — округ у Франції, в департаменті Сона і Луара. 2023 року округ об'єднував 119 муніципалітетів, населення становило 114 990 осіб.
Адміністративний центр (супрефектура) — Макон.

## Муніципалітети
Список муніципалітетів округу та їхні коди INSEE:
1. Азе (71016)
2. Аменьї (71007)
3. Бержессрен (71030)
4. Берзе-ла-Віль (71032)
5. Берзе-ле-Шатель (71031)
6. Біссі-ла-Маконнез (71035)
7. Блано (71039)
8. Бонне-Сент-Ітер (71042)
9. Бре (71057)
10. Бурвілен (71050)
11. Бюржі (71066)
12. Бюрзі (71068)
13. Бюсьєр (71069)
14. Бюфф'єр (71065)
15. Варенн-ле-Макон (71556)
16. Вензель (71583)
17. Вержиссон (71567)
18. Верзе (71574)
19. Веровр (71571)
20. Віре (71584)
21. Гревіллі (71226)
22. Давеє (71169)
23. Домп'єрр-лез-Орм (71178)
24. Донзі-ле-Пертюї (71181)
25. Жалоньї (71240)
26. Жермоль-сюр-Грон (71217)
27. Жонсі (71242)
28. Іже (71236)
29. Клессе (71135)
30. Клюні (71137)
31. Кортамбер (71146)
32. Кортеве (71147)
33. Креш-сюр-Сон (71150)
34. Крюзій (71156)
35. Кюртій-су-Бюфф'єр (71163)
36. Ла-Вінез-сюр-Фреганд (71582)
37. Ла-Гіш (71231)
38. Ла-Рош-Вінез (71371)
39. Ла-Саль (71494)
40. Ла-Трюшер (71549)
41. Ла-Шапель-де-Гінше (71090)
42. Ла-Шапель-дю-Мон-де-Франс (71091)
43. Ла-Шапель-су-Брансьйон (71094)
44. Лакро (71248)
45. Ле-Віллар (71576)
46. Лезе (71250)
47. Лен (71258)
48. Лурнан (71264)
49. Люньї (71267)
50. Мазій (71290)
51. Макон (71270)
52. Мартаї-ле-Брансьйон (71284)
53. Массії (71287)
54. Матур (71289)
55. Мії-Ламартін (71299)
56. Монбелле (71305)
57. Монмелар (71316)
58. Навур-сюр-Грон (71134)
59. Озне (71338)
60. Пассі (71344)
61. Перонн (71345)
62. П'єрркло (71350)
63. Плотт (71353)
64. Прессі-су-Донден (71358)
65. Преті (71359)
66. Приссе (71360)
67. Прюзії (71362)
68. Романеш-Торен (71372)
69. Руає (71377)
70. Саї (71381)
71. Салорне-сюр-Гюї (71495)
72. Сансе (71497)
73. Сен-Венсан-де-Пре (71488)
74. Сен-Веран (71487)
75. Сен-Жангу-де-Ссіссе (71416)
76. Сен-Клеман-сюр-Гюї (71400)
77. Сен-Леже-су-ла-Бюсьєр (71441)
78. Сен-Марселен-де-Кре (71446)
79. Сен-Мартен-Бель-Рош (71448)
80. Сен-Мартен-де-Салансе (71452)
81. Сен-Мартен-ла-Патруй (71458)
82. Сен-Морис-де-Сатонне (71460)
83. Сен-П'єрр-ле-В'є (71469)
84. Сен-Пуен (71470)
85. Сен-Семфор'ян-д'Ансель (71481)
86. Сен-Юрюж (71427)
87. Сенозан (71513)
88. Сент-Альбен (71383)
89. Сент-Амур-Бельвю (71385)
90. Сент-Андре-ле-Дезер (71387)
91. Сент-Сесіль (71397)
92. Серрієр (71518)
93. Сівіньон (71524)
94. Сіжі-ле-Шатель (71521)
95. Солоньї (71525)
96. Солютре-Пуї (71526)
97. Тезе (71532)
98. Трамблі (71546)
99. Траме (71545)
100. Триві (71547)
101. Турню (71543)
102. Фарж-ле-Макон (71195)
103. Флажі (71199)
104. Флервіль (71591)
105. Фюїссе (71210)
106. Шан (71084)
107. Шарбоньєр (71099)
108. Шардонне (71100)
109. Шарне-ле-Макон (71105)
110. Шассла (71108)
111. Шато (71112)
112. Шеваньї-ле-Шеврієр (71126)
113. Шеваньї-сюр-Гюї (71127)
114. Шентре (71074)
115. Шеризе (71125)
116. Шидд (71128)
117. Шиссе-ле-Макон (71130)
118. Юриньї (71235)
119. Юшизі (71550)